# Drapetis meithuashana
Drapetis meithuashana är en tvåvingeart som beskrevs av Yang 2003. Drapetis meithuashana ingår i släktet Drapetis och familjen puckeldansflugor. Inga underarter finns listade i Catalogue of Life.